# Iwi

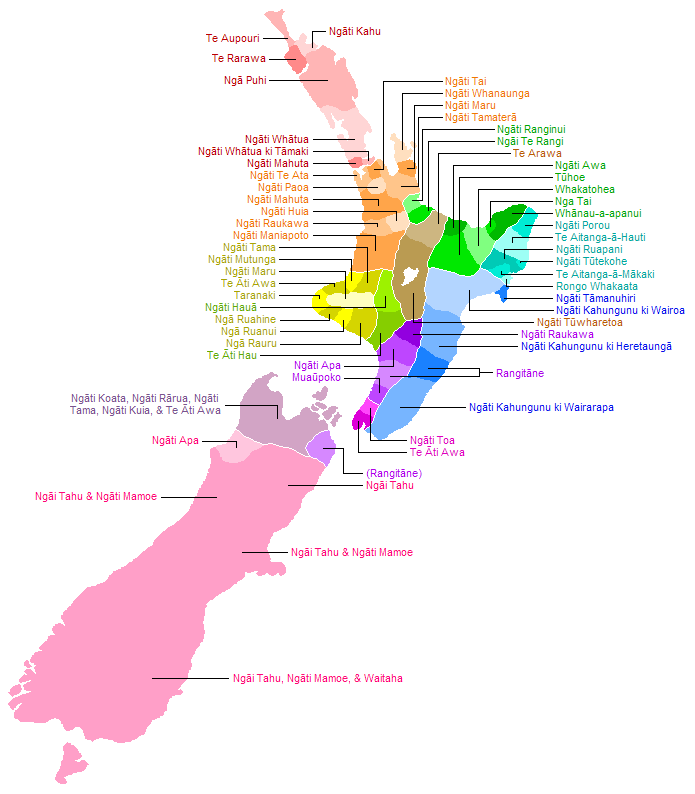
Stammesgebiete der Māori

Ein Iwi  [ˈiwi] („Stamm“) ist die größte soziale und politische Einheit in der Gesellschaft der Māori.
Dass Iwi im allgemeinen Sprachgebrauch mit „Stamm“ bzw. im Englischen mit „tribe“ übersetzt wird, führt oft zu der Annahme, dass ein Iwi in politischer und soziologischer Hinsicht der Kern einer maorischen Gesellschaft gewesen ist. Doch ein Iwi war früher eine lose und flexible Verbindung.

## Weitere Bedeutungen
In der Sprache der Māori hat das Wort Iwi noch weitere Bedeutungen. Neben Stamm, Nation, Nationalität, Ethnische Gruppe oder Verwandtschaftsgruppe, wird Iwi noch für Knochen oder Macht und Stärke verwendet.

## Stammesbildung und Zusammensetzung
Ein Iwi (Stamm), zu dem mehrere Hapū gehörten, ist früher durch Clan-Bildung entstanden; der Stamm führt sich zumeist auf die Abstammung von einem Waka (Kanu) zurück, mit dem ihre Ahnen von dem mythischen Hawaiki, den polynesischen Inseln aus nach Neuseeland gekommen waren. Durch Heirat und Stammesfehden hat sich die Struktur und Ausdehnung der Iwi über die Jahrhunderte hinweg verändert. Ebenso bildeten sich einige Stämme neu oder vermischten sich mit bestehenden Stämmen.
Ein Iwi besteht aus mehreren Hapū. Das Hapū war die wichtigste politische Einheit in der voreuropäischen Gesellschaft der Māori. Es konnte zwischen hundert und mehreren hundert Personen groß sein und mehrere Whānau (Großfamilien) umfassen. Die Mitglieder eines Hapū kontrollierten einen fest definierten Teil des Stammesgebietes und hatten idealerweise Zugang zum Meer oder Seen, zu Flüssen und zu Wäldern.
Das Territorium eines Iwi wird als Rohe bezeichnet.
Māori legen großen Wert auf ihre Iwi-Abstammung und sind stolz, dass sie ihre Genealogie kennen. Wenn sie sich jemandem vorstellen, gehört ihre Herkunft zu den ersten Dingen, die sie erwähnen.

## Politischer Einfluss
Trotz der Wanderungen innerhalb Neuseelands und der Heirat mit Nicht-Māori im Laufe der Jahrhunderte, existieren die meisten Iwi noch und besitzen einen gewissen politischen Einfluss. So wurden 1867 bereits die ersten Māori Electorates in Neuseeland eingeführt, spezielle Wahlkreise, die nur für Māori zur Verfügung stehen und aus denen direkt gewählte Kandidaten ins Parlament entsandt werden können. Die Anzahl Electorates wurden von anfänglich vier in zwei Schritten schließlich im Jahr 2002 auf sieben erhöht.
Über die vielen zurückliegenden Jahrzehnte haben sich die verschiedenen Iwi organisiert, treuhänderische Organisationen (Trusts), Gesellschaften und Firmen gegründet und sich politisch organisiert, auch und gerade um Ländereien und andere Vermögenswerte zurückzugewinnen, die ihnen in den Jahren seit der Unterzeichnung des Treaty of Waitangi im Jahr 1840 genommen wurden. So wurden seit Einrichtung des Waitangi Tribunals im Jahr 1975 zahlreiche Eingaben der Iwi an das Tribunal gemacht. Eines der bemerkenswertesten Beispiele von Abfindungen für erlittenes Unrecht stellte der Ngāi Tahu Claim, zu dem 1998 Recht gesprochen wurde, dar. Dem Stamm wurden neben 170 Millionen NZ$ Entschädigung auch die Rückgabe ihres heiligen Berges Aoraki/Mount Cook zugesprochen.
Doch die Klage mit einer weitaus größeren politischen Dimension war die der Foreshore-and-Seabed-Kontroverse, die im Jahr 2004 sogar zur Gründung einer neuen Partei führte, der Māori Party. In dieser Angelegenheit, die sogar zu einem eigenen Gesetz führte, reklamierten verschiedene Iwi den Besitz und das Nutzungsrecht der Küste von dem Bereich zwischen Hoch- und Niedrigwasser und der See.

## Bezug zu Iwi in der Literatur
Die Māori-Schriftstellerin Keri Hulme hat in ihrem Roman The Bone People (Die Knochenmenschen, deutsche Ausgabe: Unter dem Tagmond) die doppelte Bedeutung von Knochen und Volksstamm (Iwi) folgendermaßen beschrieben: 

„Nach einer Reise oder langen Abwesenheit wird das nach Hause kommen ‚zurück zu den Knochen gehen‘ genannt, im wörtlichen Sinn zurück, wo die Knochen der Vorfahren begraben sind.“

 Andere Gesellschaften verwenden hierfür das Wort „Wurzel“.

## Bekannte Iwi (Auswahl)
- Ngāi Tahu oder Kāi Tahu (im Süden Neuseelands beheimatet, auf dem Großteil der Südinsel)
- Ngāpuhi (der größte Iwi, dem sich nach einer Volkszählung aus dem Jahr 2001 mehr als 100.000 Menschen zugehörig fühlen, aus dem Northland)
- Ngāti Kahungunu (aus der Gegend von Hawke’s Bay und Wairarapa)
- Ngāti Maniapoto (in der Waikato-Waitomo-Region)
- Ngāti Porou (beheimatet in der Region um das East Cape im Gisborne District)
- Ngāti Tama (aus der Gegend von Region von Taranaki und Wellington)
- Ngāti Toa (Ngāti Toa-rangatira) (wohnhaft in Porirua, sind in den 1820er Jahren aus Kāwhia ausgewandert unter der Führung von Te Rauparaha)
- Ngāti Ruanui (beheimatet in der Region Taranaki)
- Ngāti Whātua (aus und nördlich von Auckland, Schwerpunkt in Orakei)
- Waikato-Tainui (aus der Gegend von Waikato)
- Te Arawa (Zusammenschluss einiger Iwi in der Gegend von Bay of Plenty und Rotorua)
- Te Ātiawa (wohnhaft in der Region Taranaki und Lower Hutt)
- Tūhoe (in der Region des Te Urewera und Whakatāne)
- Tūwharetoa (im Zentrum der Nordinsel)
- Whakatohea (aus dem Distrikt von Opotiki)